# アルロサ
アルロサは、ロシアに本社を置く世界最大のダイヤモンド採掘会社。世界シェアの27%を当社が占めている。